# Cerro del Toro
El Cerro del Toro és un turó que es troba al sud-oest del departament de Maldonado, a l'Uruguai. Pertany a la localitat de Piriápolis i té una alçada de 195 msnm. És la segona elevació més propera a la ciutat després del Cerro San Antonio.
De la mateixa forma que el Cerro Pan de Azúcar, el Cerro del Toro forma part de la Sierra de las Ánimas.

## Font
A uns 100 metres d'alçada hi ha una font amb un brau de bronze, coneguda en castellà com Fuente del Toro, la qual va ser portada des de París pel fundador de la ciutat, Francisco Piria. Pesa aproximadament 3.000 kg. De la font surt aigua mineral natural, en un gran bosc on creixen arbres i espècies autòctones i estrangeres.

## Cim
Al cim es troba, segons alguns geòlegs, un volcà que es va extingir. Per a alguns historiadors, el cim del turó servia de cementiri de l'antic poble charrúa, la població indígena local abans de l'arribada dels colonitzadors europeus. Des del cim hi ha una vista del balneari de Piriápolis.